# Dvor, Ljubljana
Dvor este o localitate din comuna Ljubljana, Slovenia, cu o populație de 122 de locuitori.